# Марјан Видмар
Марјан Видмар (Љубљана, 1. јул 1960) бивши је југословенски биатлонац. Био је члан Ски клуба Камник из Камника. Са биатлонцима Андрејом Ланишеком, Јуром Велепецом, Томиславом Лопатићем, Зораном Ћосићем и Фрањом Јаковцем представљао је Југославију на Зимским олимпијским играма 1984. године у Сарајеву. Такмичио се у две биатлонске дисциплине појединачној трци на 20 км и спринт на 10 км. Четири пута је учествовао на Светским првенствима у биатлону од 1979. до 1984. годинее.
Био је члан Скијачког клуба „ТВД Партизан Дол”, из Љубљане.

## Резултати са великих такмичења
| Резултати на Зимским олимпијским играма. | Резултати на Зимским олимпијским играма. | Резултати на Зимским олимпијским играма. | Резултати на Зимским олимпијским играма. | Резултати на Зимским олимпијским играма. | Резултати на Зимским олимпијским играма. | Резултати на Зимским олимпијским играма. |
| Година                                   | Појединачно                              | Спринт                                   | Потера                                   | Масовни старт                            | Штафета                                  | Меш. штафета                             |
| ---------------------------------------- | ---------------------------------------- | ---------------------------------------- | ---------------------------------------- | ---------------------------------------- | ---------------------------------------- | ---------------------------------------- |
| 1984. Сарајево                           | 46                                       | 54                                       | -                                        | -                                        | -                                        |                                          |
| Резултаи на светским првенствима         |                                          |                                          |                                          |                                          |                                          |                                          |
| 1979. Руполдинг                          | -                                        | 61                                       | -                                        | -                                        | 17                                       | -                                        |
| 1983. Антхолц                            | 63                                       | 65                                       | -                                        | -                                        | -                                        | -                                        |